# Luis Barceló Jover
Luis Barceló Jover (Madrid, 31 d'agost de 1896 - Madrid, 15 de març de 1939) va ser un militar espanyol que va tenir un paper rellevant durant la Guerra Civil Espanyola, en la qual va arribar a manar diverses unitats de l'Exèrcit Popular de la República. Durant les primeres setmanes de la contesa va tenir un rol destacat com a inspector general de Milícies. Oposat al cop de Casado, va ser detingut i afusellat pel Consell Nacional de Defensa a pocs dies del final de la contesa.

## Carrera militar
Nascut el 31 d'agost de 1896, era militar de carrera. Procedent de l'arma d'infanteria, va arribar a prendre part en la Guerra del Marroc. Va ser un membre destacat de la maçoneria, dins de la qual va adoptar el nom de «Pitàgores». Va arribar a ser Diputat Gran Mestre regional del Marroc, posició que va ocupar fins a 1934. Durant els anys de la Segona República es va afiliar a la Unió Militar Republicana Antifeixista (UMRA), associació clandestina de caràcter militar que havia estat creada cap a 1935 en resposta a l'activitat de la Unión Militar Española (UME). En 1936 Barceló es va convertir en ajudant militar del president del govern i alhora ministre de la guerra, el republicà Santiago Casares Quiroga.

## Guerra Civil espanyola
En esclatar la guerra al juliol de 1936 ostentava el rang de comandant i estava al capdavant del grup d'infanteria adscrit al Ministeri de la Guerra. Barceló va tenir un destacat paper en l'aixafament dels colpistes a Madrid. Després d'assegurar la capital, va formar part dels tribunals militars sumaríssims que, establerts en la tarda del 20 de juliol, van jutjar als oficials rebels del Caserna de la Montaña. Alguns dels militars jutjats van ser condemnats a mort i executats al vespre d'aquell dia. Durant els primers dies de la guerra, tant Luis Barceló com el tinent coronel Julio Mangada Rosenörn van ser els principals encarregats de la recluta de batallons de milícies.
Igual que va ocórrer amb altres oficials professionals de l'Exèrcit, una vegada iniciada la guerra civil es va afiliar al Partit Comunista. Amb anterioritat havia estat membre del partit Izquierda Republicana, encara que Burnett Bolloten assenyala que Barceló hauria estat militant comunista ja des d'abans de l'esclat del conflicte.
El 6 d'agost de 1936 va ser ascendit a tinent coronel i nomenat cap de la Inspecció General de Milícies, departament dependent del Ministeri de la Guerra i encarregat d'organitzar, armar i proveir a les milícies que s'estaven creant. En aquest càrrec va comptar amb l'estreta col·laboració de diversos oficials, entre ells el tinent Francisco Ciutat de Miguel. Els esforços de Barceló van ser encaminats cap a la militarització de les milícies, encara que va ensopegar amb nombroses dificultats per a dur a terme aquest objectiu. Des de setembre també va formar part d'un comitè de classificació que va dur a terme una depuració dels oficials de l'Exèrcit que no eren lleials a la República. El 20 d'octubre la Inspecció General de Milícies va passar a denominar-se Comandància Militar de Milícies, i Barceló va ser substituït en passar a dependre aquest organisme del cap d'Operacions del Centre. Barceló també va prendre part en el setge de l'Alcàsser de Toledo; entre el 14 i el 21 de setembre va assumir el comandament de les tropes que assetjaven l'Alcàsser. Va liderar un assalt contra la fortalesa, encara que l'atac va fracassar; Barceló fins i tot va arribar a resultar ferit durant els combats.
A l'octubre es va traslladar a Alacant, on va impartir instrucció militar als milicians. El 24 d'octubre es va incorporar amb els seus voluntaris al front madrileny, en el sector de Brunete, fent-se càrrec a més de totes les forces de la zona, com la columna «Llibertat», que comptava amb entre 4.500 i 5.000 homes. Quan les forces de Franco van atacar Madrid, Barceló va realitzar continus atacs sobre la Casa de Campo i l'ala esquerra rebel per a detenir a l'enemic. A mitjan desembre de 1936 les forces rebels es van proposar millorar les seves posicions a l'est de Madrid, per al que van emprendre una potent ofensiva que va caure sobre les tropes de Barceló, la denominada Segona Batalla de la carretera de la Corunya, durant la qual les seves tropes es van destacar per la defensa de Boadilla. Els combats es van desenvolupar en un context de gran duresa i el 31 de desembre de 1936, a causa d'una ferida greu, va ser substituït al capdavant de la seva unitat —que havia estat numerada com 35a Brigada Mixta— per Nino Nanetti.
Al maig de 1937 va assumir el comandament de la 2a Divisió, situada en el sector de la Sierra de Guadarrama. Al capdavant d'aquesta unitat va participar en l'ofensiva sobre Segòvia a la fi de maig, atacant amb la seva divisió les posicions enemigues de l'alto del León. L'atac emprès per Barceló, les forces del qual estaven compostes per tres brigades mixtes, constituïa una maniobra secundària per a distreure a les forces revoltades respecte de l'atac principal. L'ofensiva, no obstant això, acabaria fracassant; Barceló no va intervenir en cap altra operació de rellevància durant la resta de la contesa. El 16 d'abril de 1938 va ser nomenat comandant del I Cos d'Exèrcit, en substitució del coronel Domingo Moriones Larraga. El 3 de març de 1939, prop del final de la guerra, va ser ascendit al rang de coronel.

## El Cop de Casado
Quan el 5 de març de 1939 es va produir la rebel·lió del coronel Casado, el coronel Barceló va mantenir inicialment una postura neutral. El Partit comunista a Madrid havia preparat un pla per al cas que es produís un cop d'estat intern, i alguns dels seus dirigents ràpidament van passar a l'acció. Malgrat els requeriments que li van fer els dirigents comunistes madrilenys perquè secundés la resposta contra el cop, Barceló va mantenir silenci durant els dos primers dies. Finalment, el 7 de març va decidir actuar i després de mobilitzar al I Cos d'Exèrcit les seves forces van ocupar posicions clau de Madrid: els Nuevos Ministerios, el parc del Retiro, o l'aquarterament de La Alameda; la major part de Madrid va caure en mans de Barceló. Va comptar amb el suport de tropes dels cossos d'exèrcits manats per Emilio Bueno Núñez del Prado i Antonio Ortega. En paral·lel, Barceló va arribar a autonomenar-se cap de l'Exèrcit del Centre i va establir la seva caserna general al Palau del Pardo.
Malgrat aquest èxit, a la resta d'Espanya el Consell Nacional de Defensa havia aconseguit prendre el control de la situació. Després de diversos intents d'arribar a un acord per totes dues parts, el 12 de març es va acabar aconseguint un compromís, posant-se fi a la lluita entre comunistes i «casadistes». Els comunistes van acceptar tornar a les seves posicions inicials a canvi que no hi hagués represàlies i que tots els comandaments romanguessin en els seus llocs. Barceló, no obstant això, va ser detingut el 13 de març pels partidaris del Consell Nacional, jutjat per la mort de tres coronels de l'Estat Major de Casado (Joaquín Otero Ferrer, José Pérez Gazzolo i Arnoldo Fernández Urbano) i un comissari (Ángel Peinado Leal), i condemnat a mort al costat d'altres. El van afusellar l'endemà passat a les tàpies del cementiri de l'Est, al costat del seu comissari polític José Conesa. Per a l'historiador Hugh Thomas aquestes execucions constituïen en si més un acte de venjança que de justícia.